# Limia sulphurophila
Limia sulphurophila es una especie de peces de la familia de los pecílidos en el orden de los ciprinodontiformes.

## Morfología
Los machos pueden alcanzar los 3,9 cm de longitud total y las hembras los 4,27 cm.

## Distribución geográfica
Se encuentran en América: República Dominicana.